# W;Wonder tale
「W:Wonder tale」（ダブルワンダーテイル）は、田村ゆかりの22枚目のシングル。2013年2月6日にキングレコードから発売された。

## 概要
前作「微笑みのプルマージュ」から約6ヶ月ぶりのリリースとなる2013年1作目のシングル。表題曲「W:Wonder tale」は、 テレビアニメ『俺の彼女と幼なじみが修羅場すぎる』のエンディングテーマに起用された。
表題曲のPVの内容は相手への想いが本気か確かめるために花占いをする内容になっている。撮影はほぼ女性スタッフのみで行われた。2012年12月29日にYouTubeのキングレコード公式ちゃんねる『kingrecords』からPVのショートバージョンが配信された。

## 収録曲
（全作曲：太田雅友）
1. W:Wonder tale [4:39]
作詞：畑亜貴、編曲：太田雅友
テレビアニメ『俺の彼女と幼なじみが修羅場すぎる』エンディングテーマ
田村曰く「次の週も見たくなるような、前向きでさわやかな曲」で、歌詞には田村が演じるヒロインである夏川真涼の気持ちが反映されている[11]。タイトルの「W:Wonder tale」は、男と女の2人表しており、歌詞完成時に「W」と「:」を入れるべきか審議されたが歌詞にも反映されていることから結局採用するに至った[14]。曲調自体は疾走感のあるアップテンポの切ない曲に仕上がっているが、これは前作がバラード調だったことから趣向を変えてこのような内容になった[15]。
2. 片方だけのイヤリング [5:20]
作詞：松井五郎、編曲：太田雅友
表題曲とは対照的に大人っぽさを意識したアダルティな曲。歌詞の内容は相手への想いが諦めきれない失恋の歌になっている[15]。
3. I.N.G. [3:24]
作詞：小田倉奈知、編曲：太田雅友・EFFY
文化放送『田村ゆかりのいたずら黒うさぎ』オープニングテーマ
田村いわく「ピュアなミディアム調の曲」であるという[15]。

## カバー
- SCREEN mode - 2021年のアルバム『With You』に収録[16]。